# Discoverer 21
Discoverer 21 – amerykański satelita technologiczny. Stanowił część tajnego programu CORONA. Był obiektem testowym dla satelitów serii MIDAS, wykrywających starty rakiet balistycznych. Nie przenosił kapsuły powrotnej ani aparatów fotograficznych. Miał też służyć badaniom nad wielokrotnym włączaniem i wyłączaniem silnika rakietowego w przestrzeni kosmicznej.

## Bibliografia

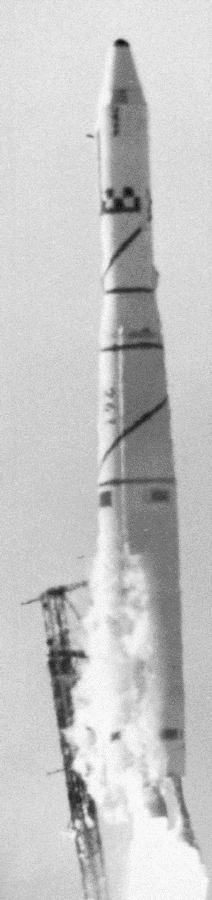
Start rakiety Thor Agena B z satelitą Discoverer 21